# Символы идентификации флагов
Символы идентификации флагов — система вексиллологических символов, разработанных Уитни Смитом и одобренных Международной федерацией вексиллологических ассоциаций (FIAV).

## Основные символы
Первый ряд представляет использование на суше, второй — использование на воде, с разделением на частный (гражданский), правительственный (государственный) и военный флаги.
| Применение | Частное                    | Правительственное                   | Военное |
| ---------- | -------------------------- | ----------------------------------- | ------- |
| На суше    | Гражданский (национальный) | Государственный (правительственный) | Армия   |
| На воде    | Гражданский (морской)      | Государственный (морской)           | ВМФ     |

Из этих символов можно составить 63 комбинации, наиболее употребляемые приведены в следующей таблице:
| Символ                             | Текстовая запись | Описание англ.           | Применение                                                    |
| ---------------------------------- | ---------------- | ------------------------ | ------------------------------------------------------------- |
| Гражданский флаг                   | C**/***          | Civil Flag               | Гражданами на суше                                            |
| Государственный флаг               | *S*/***          | State Flag               | Государственными учреждениями на суше                         |
| Военный флаг                       | **W/***          | War Flag                 | Сухопутными войсками                                          |
| Гражданский вымпел                 | ***/C**          | Civil Ensign             | Гражданами на частных судах. Торговый (коммерческий) флаг     |
| Государственный вымпел             | ***/*S*          | State Ensign             | На государственных судах                                      |
| Морской вымпел                     | ***/**W          | War Ensign               | Флаг ВМФ                                                      |
| Гражданский и государственный флаг | CS*/***          | Civil and State Flag     | Гражданами и государственными учреждениями на суше            |
| Государственный и военный флаг     | *SW/***          | State and War Flag       | Государственными учреждениями на земле и сухопутными войсками |
| Национальный флаг                  | CSW/***          | National Flag            | Для всех целей на суше                                        |
| Национальный вымпел                | ***/CSW          | National Ensign          | Для всех целей на воде                                        |
| Национальный флаг и вымпел         | CSW/CSW          | National Flag and Ensign | Для всех целей на воде и суше                                 |

## Специальные символы
Также применяются особые символы для описания других аспектов использования флага, как например — официальный статус, какая сторона флага изображена и т. п.:
- Официальная или де-юре версия флага, или лицевая сторона
- Рисунок предложен, но не принят официально
- Реконструкция рисунка по описаниям
- Обратная сторона флага
- Неосновной, но разрешённый рисунок
- Альтернативная версия флага
- Версия флага де-факто
- Двусторонний флаг — на разных сторонах разные рисунки
- Лицевая сторона флага слева от древка
- Одобренный официально флаг
- Исторически использовавшийся флаг
- Обратная сторона — зеркальное отражение лицевой
- Обратная сторона идентична лицевой
- Неизвестно, что изображено на обратной стороне
- Флаг можно подвешивать вертикально, повернув на 90° флагшток, чтобы крыж оставался сверху слева
- Для вертикального подвешивания используется специальный флаг с повёрнутым рисунком
- Способ вертикального подвешивания неизвестен
- Флаг симметричен, и его можно свободно подвешивать вертикально
- Флаг крепится исключительно вертикально
- Флаг не одобрен, не подтверждён и не должен использоваться